# Bulbophyllum polyphyllum
Bulbophyllum polyphyllum là một loài phong lan thuộc chi Bulbophyllum.